# Jurutka dwubarwna
Jurutka dwubarwna (Munduruku bicoloratum) – gatunek pająka z rodziny ptasznikowatych. Jedyny z monotypowego rodzaju jurutka (Munduruku). Zamieszkuje brazylijską Amazonię.

## Taksonomia
Gatunek ten opisany został po raz pierwszy w 2013 roku przez Laurę T. Miglio, Alexandra B. Bonaldo i Fernanada Péreza-Milesa. Jako lokalizację typową autorzy wskazali Mutum w brazylijskim stania Pará. Nazwa rodzajowa pochodzi od własnej nazwy plemienia posługującego się językiem z grupy tupi i zamieszkującej okolice Juruti, gdzie odłowiono materiał typowy. Epitet gatunkowy oznacza po łacinie „dwubarwne”. 

## Morfologia
Obie płcie mają rudobrązowe prosomę, szczękoczułki, nogogłaszczki i odnóża oraz jasnobrązową opistosomę (odwłok) z ciemnobrązowym szewronem po stronie grzbietowej. U holotypowego samca długość ciała wyniosła 25,4 mm, z czego 12 przypadało na karapaks, a u paratypowej samicy 22 mm, z czego 8,6 przypadało na karapaks. Oczy pary przednio-bocznej leżą nieco bardziej z przodu niż przednio-środkowej, a pary tylno-środkowej bardziej z przodu niż tylno-bocznej. Jamki karapaksu są poprzeczne. Szczękoczułki mają 11 lub 12 zębów na przednich krawędziach rowków i grupę około 30 ząbków nasadowych za tymi krawędziami. Kuspuli na wardze dolnej jest u samca około 70, a u samicy około 90, tych na szczękach jest około 240 u samca i około 270 u samicy. Nadstopia ostatniej pary odnóży pozbawione są skopuli, zaś par pozostałych mają skopule w częściach odsiebnych. Wszystkie stopy mają gęste skopule, u samic podzielone, u samca niepodzielone na pierwszej i drugiej parze i podzielone na pozostałych. U samca odnóża pierwszej pary mają na goleniach po dwie apofizy (haki) goleniowe zlane podstawami i o zbieżnych gałęziach. Opistosoma u samca ma włoski parzące typu III, a u samicy typów III i IV. Nogogłaszczki samca mają gruszkowaty bulbus zaopatrzony w prolateralny kil górny, prolateralny kil dolny oraz wyraźnie wyodrębniony kil subapikalny. Genitalia samicy mają parę spermatek z kulistymi zbiornikami nasiennymi, z których odchodzą lejkowate szyjki łączące się na szerokiej, zesklerotyzowanej podstawie.

## Ekologia i występowanie
Gatunek neotropikalny, endemiczny dla Brazylii, znany wyłącznie z okolic Juruti w stanie Pará. Zamieszkuje wilgotne lasy równikowe wschodniej Amazonii.